# Aucklandi repülőtér
Az Aucklandi repülőtér (IATA: AKL, ICAO: NZAA) Új-Zéland egyik nemzetközi repülőtere, amely Auckland közelében található. Éves utasforgalma 21 111 613 fő (2019).

## Futópályák
A repülőtér futópályái:
- 05R/23L (3635 m, 45 m, beton)

## Forgalom
Az utasforgalom az elmúlt években az alábbi módon változott:
| Utasok száma | 13 703 043 | 7 175 576 | 7 488 111 | 8 404 461 | 9 264 361 | 9 978 772 | 10 021 905 | 7 749 652 | 5 343 043 | 11 458 659 |
|              | 2011       | 2012      | 2013      | 2015      | 2016      | 2017      | 2018       | 2020      | 2021      | 2022       |

## Légitársaságok és úticélok
2025-ben a Aucklandi repülőtérről az alábbi járatok indulnak (Utoljára frissítve: 2025-02-22):

### Személy
| Légitársaság            | Célállomások |
| ----------------------- | --- |
| Air Canada              | Szezonális: Vancouver |
| Air Chathams            | Chatham Islands, Kapiti Coast, Whākatane, Whanganui Szezonális: Norfolk Island (vége 2025 április 24-től)[forrás?] |
| Air China               | Beijing–Capital |
| Air New Zealand         | Adelaide, Apia, Blenheim, Brisbane, Christchurch, Denpasar, Dunedin, Gisborne, Gold Coast, Hong Kong, Honolulu, Houston–Intercontinental, Invercargill, Kerikeri, Los Angeles, Melbourne, Nadi, Napier, Nelson, New Plymouth, New York–JFK, Niue, Nouméa (újrakezdődik 2025 június 23-tól), Nuku'alofa, Palmerston North, Papeete, Perth, Queenstown, Rarotonga, Rotorua, San Francisco, Shanghai–Pudong, Singapore, Sydney, Taipei–Taoyuan, Taupō, Tauranga, Tokyo–Narita, Vancouver, Wellington, Whangārei Szezonális: Cairns, Hobart, Seoul–Incheon (felfüggesztve 2025 március 29-től), Sunshine Coast |
| Air Tahiti Nui          | Los Angeles, Papeete |
| Aircalin                | Nouméa |
| American Airlines       | Szezonális: Dallas/Fort Worth, Los Angeles |
| Barrier Air             | Claris, Kaitaia, Kerikeri, Whitianga |
| Cathay Pacific          | Hong Kong |
| China Airlines          | Brisbane, Taipei–Taoyuan Szezonális: Melbourne |
| China Eastern Airlines  | Hangzhou, Shanghai–Pudong, Sydney |
| China Southern Airlines | Guangzhou |
| Delta Air Lines         | Szezonális: Los Angeles |
| Emirates                | Dubai–International |
| Fiji Airways            | Nadi |
| Hainan Airlines         | Haikou, Shenzhen |
| Hawaiian Airlines       | Szezonális: Honolulu |
| Jetstar                 | Brisbane, Christchurch, Dunedin, Gold Coast, Melbourne, Queenstown, Rarotonga, Sunshine Coast, Sydney, Wellington |
| Korean Air              | Seoul–Incheon |
| LATAM Chile             | Santiago de Chile, Sydney |
| Malaysia Airlines       | Kuala Lumpur–International |
| Qantas                  | Brisbane, Melbourne, New York–JFK, Sydney |
| Qatar Airways           | Doha |
| Sichuan Airlines        | Chengdu–Tianfu |
| Singapore Airlines      | Singapore |
| Solomon Airlines        | Brisbane, Port Vila |
| United Airlines         | San Francisco |

### Cargo
| Légitársaság             | Célállomások                                                        |
| ------------------------ | ------------------------------------------------------------------- |
| Airwork                  | Christchurch, Melbourne, Sydney                                     |
| Atlas Air                | Honolulu, Sydney                                                    |
| DHL Aviation             | Christchurch, Melbourne, Sydney                                     |
| FedEx                    | Guangzhou, Honolulu, Los Angeles, Sydney                            |
| Parcelair                | Christchurch, Palmerston North                                      |
| Qantas Freight           | Cairns, Chicago–O'Hare, Christchurch, Honolulu, Los Angeles, Sydney |
| Singapore Airlines Cargo | Melbourne, Singapore, Sydney                                        |
| Texel Air Australasia    | Christchurch, Palmerston North                                      |